# (9097) Davidschlag
(9097) Davidschlag ist ein Asteroid des Hauptgürtels, der am 14. Januar 1996 von Erich Meyer, Erwin Obermair und Herbert Raab an der Sternwarte Davidschlag in der Nähe von Linz in Österreich entdeckt wurde.
Der Asteroid gehört zur Themis-Familie, einer Gruppe von Asteroiden, die nach (24) Themis benannt wurde.
Der mittlere Durchmesser von (9097) Davidschlag wurde mithilfe des Wide-Field Infrared Survey Explorers (WISE) mit 12,368 (±0,205) Kilometer berechnet, die mit einer dunkle Albedo von 0,050 (±0,009) auf eine kohlenstoffreiche (dunkler als Kohle) und auch eher lose Zusammensetzung (Rubble Pile) schließen lässt.
Der Himmelskörper wird der Spektral-Klasse C zugeordnet und besitzt eine Absolute Helligkeit von 13,3 mag.
Die Universität Prag konnte mit Lichtkurven Messungen die Oberfläche von (9097) Davidschlag abbilden.
Die Vermessung und genaue Astrometrie erfolgte mit der Software Astrometrica (entwickelt von Herbert Raab), welche anschließend mit den jeweilig daraus gewonnenen Daten zum Minor Planet Center zur Registration eingeschickt wurde.
Benannt wurde der Himmelskörper am 8. August 1998 nach einem Ortsteil der Gemeinde Kirchschlag bei Linz (ca. 15 km nördlich von Linz), wo er entdeckt wurde.
Johann Palisa hatte 73 Jahre zuvor, also genauer 1923 als bisher letzter österreichischer Astronom den Asteroiden 1073 Gellivara entdeckt und zufällig gehören beide Asteroiden der Themis Familie an.